# Boston University Central (Metro de Boston)
Boston University Central  es una estación en el Ramal B de la línea Verde del Metro de Boston. La estación se encuentra localizada en Commonwealth Avenue y Marsh Chapel en Boston, Massachusetts. La Autoridad de Transporte de la Bahía de Massachusetts es la encargada por el mantenimiento y administración de la estación.

## Descripción
La estación Boston University Central cuenta con 2 plataformas laterales y 2 vías. 

## Conexiones
La estación es abastecida por las siguientes conexiones: 
- Rutas de autobuses: 47